# Botita negra
La leyenda de la botita negra es una leyenda popular de Chile. nace en la Provincia de El Loa el 8 de agosto de 1969 y a partir de esa fecha se ha ido celebrando cada vez con mayor frecuencia. Es así como hoy en día, devotos llegan semana a semana al Cementerio de Calama a pedirle favores a la patrona de los pobres, de los que no son recibidos en ninguna parte y de los que suelen tener dificultades para tener el pan diario.

## Orígenes
Se cuenta entre los ancianos de las ciudades de Calama y de la ya extinta Chuquicamata, que hace tiempo llegó de Concepción una hermosa joven, con la esperanza de conseguir trabajo. Esta hermosa mujer, cuyo nombre era Irene Iturra, buscó trabajo en muchos lugares sin conseguir ninguno, esto ocurrió por el año 1950.
Recorrió por semanas las calles de la ciudad de Calama, casa por casa, ofreciendo sus servicios como empleada doméstica, pero era tan hermosa que las dueñas de casa la rechazaban por el temor que les significaba tener una mujer tan bella en la misma casa junto a sus esposos. Fue transcurriendo el tiempo y se fue quedando sin dinero, en este tiempo conoció a la dueña de un burdel, doña María Centenario. Este burdel era el más visitado por los mineros de la zona, quienes pagaban lo que le cobraran con el fin de estar con la que era la más hermosa de todas las mujeres del burdel. Fue así como se hizo conocida en el medio como Irene.
Solía ser calmada, tenía una expresión humilde y si bien no reía a carcajadas tenía muy buen humor. Cuentan que oraba pidiendo protección para sus amigas, para ella y agradecía a Dios poder estar viva. Siempre usaba botas negras, algunos dicen que para ocultar una cicatriz que tenía en el tobillo, fue por ello que con el tiempo fue bautizada como La Botita Negra.
Con el tiempo, Irene conoció a un hombre trabajador de la zona del cual se enamoró, María Centenario miraba como un mal augurio esta relación presagiando que en cualquier momento Irene abandonaría la vida de burdel para escaparse con su enamorado, lo cual sería su ruina. En el pueblo de San Pedro de Atacama, María Centenario le paga a una hechicera conocida de la zona para separar a esta joven pareja.
Decidida a dejar el pasado atrás, Irene toma la decisión de abandonar el burdel y seguir una nueva vida junto a su amor, sin embargo antes de poder irse a vivir con su amado, este fue víctima de una detonación de la que no pudo escapar y en la cual murió trágicamente. La tristeza y la angustia se apoderaron de Irene culpándose a sí misma, diciendo que era un castigo por la vida que llevaba.
Una noche camino al burdel, se dio cuenta de que unos hombres la seguían, trató de apurar el tranco pero estos corrieron a alcanzarla y la metieron a un automóvil. Fue llevada a la pampa en donde fue torturada, violada y descuartizada. Fue encontrada en un lugar llamado Punta de Rieles, saliendo de Chuquicamata camino a Tocopilla, en donde hallaron sus restos esparcidos por el lugar en donde lo único reconocible eran las botitas negras.

## Desarrollo
Sus funerales tuvieron lugar en el cementerio de la ciudad de Calama, donde su tumba parecía un jardín poblado de todas las especies. Gran cantidad de personas se congregaron a despedirla y a rezarle por sus propias desgracias. Con el tiempo se empezaron a multiplicar las placas de agradecimiento, botitas de miniatura y peticiones de estudiantes, obreros, empleados, profesionales, trabajadoras de la noche, entre otros. 
Cada 8 de agosto, mucha gente recuerda el aniversario de uno de los más horrendos homicidios perpetrados en Calama. Devotos llegan para hacerle peticiones, agradecimientos, entregar ofrendas, quemar velas o simplemente por curiosidad. 

## Sucesos y repercusiones
Por estos días, el mausoleo de Irene del Carmen Iturra Saez, asesinada a los 27 años, es causa de devoción popular en la Provincia de El Loa. Desde Putre hasta Punta Arenas y desde el otro lado de la frontera llegan los agradecimientos. Los salteños de Argentina están incluidos entre los reconocedores de los bienes y favores de esta nueva figura milagrosa de la cultura del norte de Chile